# Marcelo de Ancira
Marcelo de Ancira (? - ca. 374) foi um dos bispos presentes nos Concílios de Ancira e no Primeiro Concílio de Niceia. Ele foi o forte opositor do arianismo, mas foi acusado de adotar também uma visão herética, uma modificação extrema do sabelianismo. Ele foi condenado por um concílio dominado por seus oponentes e expulso de sua sé episcopal, embora ele tenha voltado para lá para viver em paz com uma pequena congregação nos anos finais de sua vida.

## História
Uns poucos anos após o Primeiro Concílio de Niceia (em 325), Marcelo escreveu um livro contra Astério, o Sofista, uma figura proeminente no grupo que apoiava Ário. Por conta desta obra (da qual apenas fragmentos sobreviveram), ele foi acusado de manter que a as três pessoas na trindade seriam apenas uma situação transitória. De acordo com os fragmentos sobreviventes, Deus seria originalmente um único ente (hypostasis - hipóstase), mas no momento da criação do universo, o Verbo ou Logos teria se separado do Pai para ser a ação de Deus no mundo. Este Logos então teria se encarnado em Cristo e assim formado a Imagem de Deus. Já o Espírito Santo também teria se separado da Personalidade Divina do Pai e de Cristo de acordo com o Evangelho de João («Dito isto, soprou sobre eles e disse-lhes: Recebei o Espírito Santo.» (João 20:22)). No final de todas as coisas, porém (I Coríntios 15:28), Cristo iria retornar ao Pai e a Trindade se tornaria então novamente uma Unidade absoluta. Porém, a natureza fragmentária de suas obras torna o trabalho de reconstruir suas teorias mais uma arte do que uma ciência.
É possível que os bispos presentes no Concílio de Tiro em 335 (que também depôs Santo Atanásio) tenham escrito à Constantino contra Marcelo quando ele se recusou a se comunicar com Ário nas celebrações do aniversário de trinta anos do imperador em Jerusalém. Marcelo foi então deposto em Constantinopla em 336 num concílio sob a presidência de Eusébio de Nicomédia, o ariano, e Basílio de Ancira foi apontado como seu sucessor. Marcelo tentou se recuperar diretamente com o Papa Júlio I em Roma, que escreveu para os bispos que o tinham deposto argumentando que Marcelo era inocente das acusações que lhe foram feitas. O Concílio de Sárdica (343) formalmente examinou seu livro e o declarou livre de heresia. Mas, ao que parece, ele não foi reinstalado em sua sé quando Constâncio II, ameaçado de guerra pelo seu irmão (Constante I), permitiu a restauração de Atanásio, Marcelo e outros às suas respectivas dioceses em 348 dC.
O Segundo Concílio Ecumênico condenou os 'marcelianos', mas não o próprio Marcelo. No final, até mesmo Atanásio aceitou a heterodoxia de Marcelo.
A teologia de Marcelo também incluía a crença no universalismo, de que todas as pessoas seriam eventualmente salvas. Eusébio cita-o dizendo "Pois o que mais podem as palavras 'até o tempo da restituição' (Atos 3:21) significar, senão que o apóstolo tinha a intenção de apontar o tempo que todas coisas desfrutarão desta perfeita restauração".

## Outras fontes
Além destes fragmentos, que sobreviveram na obra "Contra Marcelo" de Eusébio, uma epístola também foi preservada na obra Panarion de Epifânio. Além disso, o 'Marcelianismo' foi indicada como uma heresia (Haer. 72).
São Jerónimo biografou Marcelo em seu De Viris Illustribus (cap. 86), afirmando que Marcelo então se defendia das acusações de heresia feitas contra ele por Astério, Apolinário e Santo Hilário de Poitiers.
Eusébio escreveu contra ele duas obras: "Contra Marcellum", possivelmente o documento da acusação no julgamento de Marcelo, e "Sobre a Teologia da Igreja" ou "Teologia Eclesiástica", uma refutação da teologia de Marcelo da perspectiva da ortodoxia ariana.